# Gansooiense Uiterwaard
De Gansooiense Uiterwaard is een kleinschalig natuurgebied in de Nederlandse gemeente Waalwijk, aan de Maas met graslanden, sloten en moerasnatuur. Deze uiterwaard is uniek in zijn soort, mede door zijn ontstaansgeschiedenis. Het dorpje Gansooien is verdwenen van de kaart, sinds het graven van de Bergsche Maas. 
Doordat het voormalig poldergebied is, vertoont de uiterwaard nog altijd de kenmerken van een slagenlandschap. Door deze uitzonderlijke geschiedenis zijn er bijzondere planten te vinden. De graslanden zijn erg bloemrijk, met o.a. de grote pimpernel, dotterbloemen, de kattenstaart en het moerasvergeet-mij-nietje.